# Красноглинное
Красноглинное — село в Новосибирском районе Новосибирской области России. Входит в состав Толмачевского сельсовета.

## География
Площадь села — 152 гектаров.

## История
В 1976 г. Указом Президиума ВС РСФСР посёлок центральной усадьбы совхоза «Толмачевский» переименован в село Красноглинное.

## Население
| 2002 | 2007  | 2010  |
| ---- | ----- | ----- |
| 1218 | ↗1347 | ↗1382 |

## Инфраструктура
В селе по данным на 2007 год функционируют 1 учреждение здравоохранения и 2 учреждения образования.